# Åre distrikt
Åre distrikt är ett distrikt i Åre kommun och Jämtlands län. Distriktet ligger omkring Åre i västra Jämtland och gränsar till Norge.

## Tidigare administrativ tillhörighet
Distriktet inrättades 2016 och utgörs av Åre socken i Åre kommun.
Området motsvarar den omfattning Åre församling hade 1999/2000.

## Tätorter och småorter
I Åre distrikt finns två tätorter och två småorter.

### Tätorter
- Björnänge
- Åre

### Småorter
- Storlien
- Ånn